# 拉庫湖
拉庫湖，是愛沙尼亞的湖泊，位於該國北部塔林，面積2.3平方公里，平均水深7米，最大水深12米，流域面積13平方公里，湖岸線長度15公里，該湖泊有5座島嶼。